# نقیض مضاعف
نقیض مضاعف (به انگلیسی: Double negation) قضیه‌ای در منطق گزاره‌ای است که مطابق آن، نقیضِ نقیضِ یک گزاره، با خود آن گزاره یکسان دانسته می‌شود.
مطابق قانون سلب مضاعف، اگر این گزاره که «نادرستی {\displaystyle p} نادرست است» صحیح باشد، آنگاه «{\displaystyle p}» صحیح است. این مطلب را به‌صورت زیر می‌نویسند:
{\displaystyle \vdash \ p\ \equiv \ \thicksim (\thicksim p)}
قانون نقیض مضاعف با اصل طرد شق ثالث رابطهٔ نزدیکی دارد و حتی می‌توان آن‌ها را یکسان دانست.
اصل نقیض مضاعف در منطق شهودی مورد پذیرش نیست.